# Nina Badrić
Nina Badrić, nota semplicemente come Nina (Zagabria, 4 luglio 1972), è una cantante croata.
Dopo aver esordito all'inizio degli anni 1990 nella sua terra natale con canzoni in lingua croata, tra il 1997 ed il 1998 iniziò ad esibirsi in brani in lingua inglese, tra cui il remix dance di I'm So Excited delle Pointer Sisters, che le valse la top 10 italiana e la fece conoscere a livello internazionale. Segue nel 1999 One and Only, in coppia con DJ Dado.
Ha partecipato per 4 volte al concorso canoro "Dora", ossia la selezione nazionale croata per l'Eurovision Song Contest, giungendo 7ª nel 1993, 10ª nel 1994, 18ª nel 1995 e 2ª nel 2003. Nina ha rappresentato la Croazia all'Eurovision Song Contest 2012.

## Discografia

### Album
- Godine nestvarne (1995)
- Personality (1997)
- Unique (1999)
- Nina (2000)
- Ljubav (2003)
- Nina Live Dom Sportova 14/02/05 Zagreb (2005)
- Ljubav za ljubav (2005)
- 07 (2007)
- NeBo (2011)

### Singoli
- Riding On A Meteorite (con DJ Sonic, 1997)
- I'm So Excited (1998)
- One & Only (1999)
- Gimme Sunshine (con i Banditos Bonitos, 1999)
- On & On (2000)
- Wanna Love Ya, Baby

### Compilation
- The Best Of  (2006)